# Carbachol
Carbachol ist ein Arzneistoff aus der Gruppe der Parasympathomimetika und ein Strukturanalogon des Neurotransmitters Acetylcholin. Anstelle einer Acetylgruppe liegt eine Carbamoylgruppe [Carbam(o)ylcholin] vor, die dem Pharmakon eine erhöhte chemische Stabilität (d. h. Hydrolyseresistenz) verleiht. Somit wird es nur sehr schlecht von der Acetylcholinesterase gespalten und besitzt eine längere Halbwertszeit als das therapeutisch unbedeutende Acetylcholin.
Es wurde erstmals 1932 eingesetzt und ist chemisch ein Ester des Cholins mit Carbaminsäure.
Carbachol ahmt die Aktivität des Parasympathikus durch Bindung am Muskarinrezeptor nach (direkt wirksames Parasympathomimetikum) und wird beispielsweise in der Ophthalmologie (Augenheilkunde) als Antiglaukommittel verwendet. Dabei wird es lokal in Form von Augentropfen appliziert, um systemische Nebenwirkungen einzudämmen. Carbachol zeigt eine Präferenz für die therapeutisch bedeutsamen muskarinischen Acetylcholinrezeptoren, wobei der nicotinische Subtyp nur schlecht gebunden wird.

## Gewinnung und Darstellung
Carbachol kann durch Reaktion von Chlorameisensäure-2-chlorethylester mit Ammoniak und Trimethylamin dargestellt werden.

## Handelsnamen
Monopräparate
Isopto-Carbachol (D), Miostat (CH)